# 서울덕수초등학교
서울덕수초등학교는 대한민국 서울특별시 중구 정동에 있는 공립 초등학교이다.

## 학교 연혁
- 1912년 4월 1일 경성여자공립보통학교(경성정동여자보통학교) 개교 (정동, 덕수궁 앞)
- 1917년, 학교 신축을 위해 임시 교사(校舍)로 이전[1] (당시 서대문경찰서 자리)
- 1921년, 정동 신축 교사로 이전 (현재 학교 소재지)
- 1934년 12월 13일 경성덕수공립보통학교로 개칭[2]
- 1938년 4월 1일 경성덕수공립심상소학교로 개칭[3]
- 1940년 4월 26일 대화재(마쓰모토 일본인 숙직교사 담뱃불로 인한)로 본관 전소
- 1941년 4월 1일 경성덕수공립국민학교로 개칭[4]
- 1941년 8월 28일 현 교사 준공
- 1952년 10월 1일 서울덕수국민학교로 개칭
- 1973년 2월 23일 서울서대문국민학교 폐교로 276명 전입
- 1986년 2월 14일 덕수기념관(사료관) 개관
- 1987년 3월 10일 병설유치원 개원
- 1991년 12월 31일 실내수영장, 신축 교사, 체육관 준공
- 1992년 3월 10일 신축 교사로 이전
- 1992년 3월 20일 실내 수영장 개장
- 1996년 3월 1일 서울덕수초등학교로 개칭[5]
- 2005년 9월 21일 도서실 리모델링 준공 및 개관식
- 2006년 8월 25일 보건실 리모델링 완료
- 2006년 11월 10일 총동창회 개최
- 2007년 1월 8일 관악대 창설
- 2012년 10월 29일 개교 100주년행사 개최[6]
- 2013년 3월 1일 서울형 혁신학교 지정 운영
- 2013년 10월 29일 에어로빅 체조부 창단
- 2019년 4월 3일 둥지교실, VR스포츠실 개관
- 2021년 3월 1일 23학급(특수 1) 편성
- 2021년 3월 1일 제32대 최병혜 교장 취임
- 2021년 3월 1일 돌봄교실 중구청 이관 운영
- 2022년 2월 11일 제108회 졸업식(졸업생 76명, 총 35,905명)
- 2022년 6월 10일 급식실 배수관 맨홀 보수
- 2022년 9월 23일 운동장 마사토 복토 및 정비

## 학교 상징
- 교화 - 목련 : 고귀하고 순결한 품위와 선구자적인 기상과 희망을 상징함
- 교목 - 느티나무 : 마을의 안녕과 화합 및 평화를 기원하는 의미로 끈기와 인내를 상징함

## 참고 자료
- 서울덕수초등학교 - 한국교육학술정보원 학교알리미